# Emblema nacional de la India
El emblema nacional de la India representa la figura del León de Sarnath cerca de Benarés, en Uttar Pradesh. El capitel de los leones fue erigido en el siglo III a. C. por el emperador Ashoka, para señalar el lugar en donde Buda predicó por primera vez. El emblema nacional es símbolo de la vocación de la India contemporánea de compromiso con la paz mundial y la buena voluntad.
Los cuatro leones (únicamente son visibles tres en el emblema) también son los símbolos del poder, el coraje y la confianza. Las figuras de los leones están situadas sobre un ábaco circular llamado Chakra Ashoka, el cual aparece en el centro de la bandera de la India. Este ábaco está rodeado por cuatro pequeños animales que actúan como guardianes de los cuatro puntos cardinales: el león en el norte, el elefante en el este, el caballo en el sur y el toro en el oeste. El ábaco aparece colocado sobre un loto en plena floración, elemento alusivo al origen de la vida y la inspiración creativa. 
El lema nacional "Satyameva Jayate" aparece inscrito en la parte inferior del emblema, el cual, en escritura devanagari, significa "la verdad sola triunfa".

## Galería

Emblema de la Corte Suprema de la India
Emblema de la Oficina Central de Investigación
Escudo de armas de la India Británica
Sello Nacional del Gobierno provisional para una India libre